# لیگ لاتین
اتحادیهٔ لاتین (انگلیسی: Latin League) (حدود قرن هشتم قبل از میلاد - ۳۳۸ قبل از میلاد) یک کنفدراسیون باستانی متشکل از حدود ۳۰ دولت‌شهر و قبیلهٔ منطقه لاتیوم در نزدیکی روم بود که برای دفاع متقابل ایجاد شده بود.

## ایجاد
در اصل، این اتحادیه به‌هدف محافظت از دولت‌شهرهای لاتین و ساکنان لاتیوم در برابر دولت‌شهرهای متخاصم پیرامون ازجمله اتروسکان (ساکنان اتروریا) شکل گرفته بود و رهبرش پادشاهی آلبا لونگا بود. دست‌نوشته‌ای برجای‌مانده از کاتوی بزرگ می‌گوید که این اتحادیه دست‌کم متشکل از دولت‌شهرهای توسکولوم و آریکیا و لاوینیوم و تیبور و کورا و آردئا و سوئسا پومتیا بوده‌است.

## تسلط روم بر اتحادیه
لوکیوس تارکوئینیوس متکبر، هفتمین و آخرین شاه روم از ۵۳۴ تا ۵۰۹ ق. م، لاتینان را قانع کرده بود که سیادت روم بر اتحادیهٔ لاتین را بپذیرند. او معاهده‌ای که در زمان سلطنت تولوس هوستیلیوس میان رومیان و لاتینان امضاء شده و به‌موجب آن آلبالونگا تخریب و به قلمرو روم ضمیمه شده بود را تجدید کرد و قرار شد لاتینان در روزی مشخص در مکانی مشخص گرد بیایند تا رسماً سپاهیان لاتینی و رومی را در یکدیگر ادغام کنند. این کار انجام شد و تارکوئینیوس سپاهی ترکیبی از لاتینان و رومیان تشکیل داد.
پس از سرنگونی نظام پادشاهی روم و تأسیس جمهوری روم، اکتاویوس مامیلیوس، داماد تارکوئینیوس متکبر، سپاهی متشکل‌از سی دولت‌شهر لاتین جمع آورد تا جمهوری روم را سرنگون کند و خاندان تارکوئینیان را به تاج‌وتخت روم بازگرداند. اما جمهوری روم لاتینان را در نبرد خونین دریاچه رگیلوس شکست داد (۴۹۹ یا ۴۹۶ ق. م) و این شکست لاتینان را واداشت تا تحت سیطرهٔ رومیان درآیند. پس در ۴۹۳ ق.م. میان جمهوری روم و لاتینان معاهده‌ای موسوم‌به «معاهدهٔ کاسیوسی» منعقد شد. موافق این معاهده، رومیان و لاتینان در غنایم جنگیِ حاصل‌از لشکرکشی‌هایشان سهیم خواهند بود (امری که بعدها منجر به وقوع جنگ لاتین از ۳۴۱ تا ۳۳۸ ق.م. شد) و در هر لشکرکشی فرماندهیِ سپاهِ مرکب باید از آنِ رومیان باشد. این اتحاد سبب مقابلهٔ مؤثر با حملات همسایگانی چون اکوئیان و ولسکیان و قبایل کوهستان آپنین شد.